# With…若き女性美術作家の生涯
『with…若き女性美術作家の生涯』（ウィズ わかきじょせいびじゅつさっかのしょうがい）は、2000年に毎日放送（MBS）によって製作・放送されたドキュメンタリー番組。および、2001年に製作された日本のドキュメンタリー映画。略称は『with…』。

## 概要
美術作家・佐野由美のネパールにおける活動を中心にとりあげた作品。監督は、毎日放送で多数のドキュメンタリーを制作している榛葉健。
もともとは毎日放送が、阪神・淡路大震災に関する人々の生きざまを描いたドキュメンタリー『with…』シリーズ（全4作）の第3弾として、制作した番組である。2000年4月に初放送されて反響を呼び、同年6月と翌2001年1月には再編集したものが放送された。また、この再編集テレビ版は、後述のとおり様々な賞を受賞した。
2001年に製作された映画版は、新規取材による新たなシーンが加えられて7分間長くなっている（本編60分）。この映画版は、日本のテレビ界のビデオドキュメンタリー番組を映画化した最初のケースといわれる。劇場上映に加え、長年にわたり自主上映されており、2010年現在も全国各地で公開が続いている。
本作品は英語版も製作され、舞台となったネパール以外にも、香港など世界各地でテレビ放送や上映が行われている。

## 受賞・選定歴

### テレビ版
- 2000年
  - 第30回国際エミー賞アジア代表
  - 第27回NHK日本賞特別賞（ユニセフ賞）（）
  - 第5回アジア・テレビジョン・アワード最優秀ドキュメンタリー部門第2位
  - 放送と女性ネットワーク賞最優秀賞
- 2001年
  - アジア太平洋放送連合賞審査員推奨
  - ニューヨーク・フェスティバル優秀賞（）
  - 上海テレビ祭推薦作品

### 映画版
- 2001年
  - 国際連合児童基金（ユニセフ）推薦作品
- 2002年
  - 文部科学省特別選定作品（）
  - 優秀映画鑑賞会推奨作品

## あらすじ
主人公は、阪神・淡路大震災で神戸市長田区の自宅が全壊し、瓦礫の下から救出された女子大生・佐野由美（当時19歳）。命からがら助かった佐野は、生まれ育った長田の町が火の海になっていくのを見て、「自分が目指した“美術”という仕事は、何の役にも立たない」と絶望する。それでも彼女は数日後、母親から「一番大切なものを取ってきていい」と許しを得て、自宅の瓦礫の中から、“あるもの”を掘り出してくる。それは、1冊のスケッチブックと何本かのペンだった。そして佐野は以後、周囲で起きる被災地の日常を凄まじいスピードで記録し続ける（その記録は、“被災者が被災者を描いた作品”として後に出版され、神戸でベストセラーとなる）。
同時に佐野は、震災で見知らぬ多くのボランティアの人々に支えられた経験から、自身も避難所生活を送りながらボランティア活動にも従事。大阪芸術大学を卒業した直後に、ネパール王国のパタン市に渡って、スラム街の小学校で、貧しい児童を相手にした美術教師となる。
22歳になっていた佐野は、そこでも「描きたい」という衝動を抑えられず、貧困層の民衆に溶け込んで、劣悪な環境の中でひたむきに生きる人々の日常を数十点の絵画に描いたほか、20冊余のスケッチブックに大量のイラスト日記とスケッチを残す。
過酷な環境下で1年間の活動を終え、充実感にあふれていた佐野。ところが、帰国を数日後に控えていた佐野に、予想外の出来事が起きる。

## 撮影期間
本作品で描いている時代は、佐野が阪神淡路大震災で被災した1995年から2000年までの6年間。ただし、実際の撮影期間は、彼女が大学生だった1998年からネパール活動後の2000年までの3年間である。

## 題名について
最初の「with」という語はすべて小文字表記である。また「…」には、「with」に続く単語が入ることを想定した「伏せ字」の意味を持たせている。そのため、題名を省略する場合は、『with…』と表記する（ただし、前述のとおり『with…』はもともと、毎日放送によるドキュメンタリーシリーズの総称である）。
「美術作家」は主人公・佐野由美がこだわった肩書きで、「美術」と「文学」双方の要素を合わせ持った表現活動の形態である。よって、画家、版画家、彫刻家など様々な美術の表現者の総称である「美術家」とは異なり、「美術作家」は「美術家」の中のひとつのジャンルである。

## 『with…』基金
各地での上映収益や全国の上映会場で実施している募金を集積して、本作品の舞台であるネパールのスラム街などで教育支援を実施している慈善活動。
2003年には、佐野由美がかつて赴任していたパタン市のラリット福祉小学校の校舎を増築。ネパールで長年続いた内戦によって都市部のスラムに避難民が流入し、生徒数が急増したことに伴う支援だった。
2007年には、西部のポカラ市でスラムの子どもたちを預かる保育園と協力し、親が服役しているために24時間刑務所内で生活している幼児たち（『with…』基金では「刑務所チルドレン」と呼んでいる）に、昼間だけでも外界に出て保育を受けてもらう活動を開始。親の中には低カーストに対する差別が原因で無実の罪を被せられている（＝冤罪）と見られるケースもあり、同基金は、今後も長期間にわたる支援を続ける計画である。
また、基金運営の透明化を図るために、大阪市に本部がある特定非営利活動法人アジアボランティアセンターのサポートを受けている。

## 全国上映
2001年12月2日に東京・お茶の水クリスチャンセンターホールで初めて上映された。完成から数年を経た現在も、全国各地で上映活動が続いている。その上映主体は、映画館や映画興行会社のみならず、各地の『with…』ファンによる自主上映、中学・高校・大学などの教育機関、市町村などの自治体、社会福祉協議会などの団体、企業やNPOなど多岐にわたる。
『with…』の上映を巡っては、以前どこかの上映会で鑑賞した人が作品に共感し、次は自ら主催者となって上映会を開催するケースが非常に多いという特徴がある。

## 美術と映画の融合
本作品の特徴として、映画上映と主人公・佐野由美の作品展が同時に開催され、芸術表現のメディアミックスという大がかりな展開になることもある（2001年・東京都府中市、静岡県総合社会福祉会館、2002年・京都市思文閣美術館、2006年・福岡市福岡アジア美術館、2008年・兵庫県伊丹市、2009年・沖縄県立博物館・美術館など）。

## サウンドトラック
- ALMA「『With…若き女性美術作家の生涯』オリジナル・サウンドトラック」（2002年4月7日、サムシングリアル）
映画版製作にあたって、本編の音楽が新たに製作された。ロックバンドのALMAが担当しており、主題歌「夢の途中」も演奏している。

## スタッフ
- 監督：榛葉健
- 撮影：丸山幸之輔、新家克巳、榛葉健
- ナレーター：石田敦子（MBSアナウンサー）
- 朗読：堀素子
- 編集：西村周也
- 製作：辰巳隆一
- 音楽：酒井亮
- 主題歌：ALMA「夢の途中」
- 映画版プロデューサー：保木政男
- 協力：国際連合児童基金（ユニセフ）、くとうてん、佐野京子、朝尾伴啓、ネパールの子供を育てる会
- 配給：『with…若き女性美術作家の生涯』全国上映委員会
- 製作著作：毎日放送